# Коразим (плато)
Коразим (ивр. רמת כורזים‎) — лавовое плато, расположенное на севере Израиля. Плато граничит с долиной Хула на севере, c Галилейским морем на юге, горой Ханаан на западе и c рекой Иордан на востоке. Плато названо в честь древнего еврейского поселения, также называемого «Коразим», или «Хоразин». По разным способам нанесения границ оно охватывает площадь от 80 км² до 135 км². На плато находятся несколько Израильских населённых пунктов, в том числе Рош-Пинна, Хацор-ха-Глилит и бедуинская деревня Туба-Зангария.

## География
Плато Коразим — это отдельный географический регион, который не является частью ни одного из регионов, которые его окружают.

### Геология
Геологически плато разделено на две основные части. Южные две трети покрыты слоями базальта. Базальтовое покрытие спускается с высоты 409 метров над уровнем моря до 210 метров ниже уровня моря у побережья Галилейского моря. В верхней части плато располагаются базальты, датируемые возрастом от 1,6 до 2,9 миллионов лет.

### Водные ресурсы
Реки и ручьи с плато Коразим стекают на восток к реке Иордан и на юг к Галилейскому морю. Самая большая река на плато — река «Рош-Пинна», стекающая в Иордан, длина которой составляет 13 километров и имеет водоем площадью 40 квадратных километров. Другими реками на плато являются река «Маханаим» и река «Тубим», которые стекают к Иордану, а также река «Кораж» и река «Коах», которые стекают в Галилейское море. Рядом с этими реками есть множество источников, вокруг которых существовало множество древних поселений.